# Theridion ampliatum
Theridion ampliatum är en spindelart som beskrevs av Arthur Urquhart 1892. Theridion ampliatum ingår i släktet Theridion och familjen klotspindlar. Inga underarter finns listade i Catalogue of Life.